# Aintree Motor Racing Circuit
Aintree Motor Racing Circuit – były tor Formuły 1 ulokowany w Aintree w Wielkiej Brytanii.

## Zwycięzcy Grand Prix Wielkiej Brytanii na torze Aintree Motor Racing Circuit
| Sezon | Zwycięzca          | Konstruktor     | Wyniki |
| ----- | ------------------ | --------------- | ------ |
| 1955  | Stirling Moss      | Mercedes        | Wyniki |
| 1957  | Tony Brooks        | Vanwall         | Wyniki |
| 1959  | Jack Brabham       | Cooper – Climax | Wyniki |
| 1961  | Wolfgang von Trips | Ferrari         | Wyniki |
| 1962  | Jim Clark          | Lotus – Climax  | Wyniki |